# 蓮見音彦
蓮見 音彦（はすみ おとひこ、1933年1月29日 -2022年 ）は、日本の社会学者。東京大学名誉教授。瑞宝重光章受章。

## 来歴
東京出身。父は海後宗臣東京大学名誉教授。祖父である蓮見義隆の養子となる。私立武蔵高校卒業、1955年東京大学文学部社会学科卒、1960年同大学院博士課程単位取得満期退学、東京女子大学専任講師、1963年助教授、1966年東京学芸大学助教授、1979年教授、1986年東京大学文学部教授、1991年定年前に退官、東京学芸大学学長、1998年和洋女子大学教授、2003年特任教授、2004年学長。1990年宮崎賞受章、1993年福武直賞受賞。2008年瑞宝重光章受勲。
福武直の衣鉢を継いで農村研究を行い、これを地域社会論へと広げ実証研究に成果をあげた。

## 著書

### 単著
- 『日本農村の展開過程』福村出版, 1969
- 『現代農村の社会理論』時潮社, 1970
- 『苦悩する農村 国の政策と農村社会の変容』有信堂高文社, 1990

### 共著・編著
- 農村社会構造と農協組織 綿貫譲治,松原治郎共編 時潮社, 1964
- 農村社会と構造政策 松原治郎共著 東京大学出版会, 1968
- 企業進出と地域社会 福武直共編 東京大学出版会, 1979
- 地域社会論 住民生活と地域組織 奥田道大 有斐閣, 1980
- 地域形成の論理 学陽書房, 1981
- 地域生活の復権 自治と自立の条件 安原茂共編 有斐閣選書, 1982
- 地方自治体と市民生活 東京大学出版会, 1983
- 地域社会学 サイエンス社, 1991
- 21世紀日本のネオ・コミュニティ 奥田道大共著 東京大学出版会, 1993
- 都市政策と市民生活 福山市を対象に 似田貝香門 東京大学出版会, 1993